# 拉旺塞勒
拉旺塞勒（法語：La Vancelle，法語發音：[la vɑ̃sɛl]）是法国下莱茵省的一个市镇，属于塞莱斯塔-埃尔什泰因区。

## 地理
拉旺塞勒（48°17'10"N, 7°18'14"E）面积7.88 平方千米，位于法国大東部大區下莱茵省，该省份为法国大陆部分最东部的省份，是阿尔萨斯的一部分，今与上莱茵省组成了阿尔萨斯欧洲集体，其南至上莱茵省，西南接孚日省和默尔特-摩泽尔省，西接摩泽尔省，北与德国接壤。
与拉旺塞勒接壤的市镇（或旧市镇、城区）包括：沙特努瓦、金蔡姆、讷布瓦、列夫尔、龙巴勒弗朗。

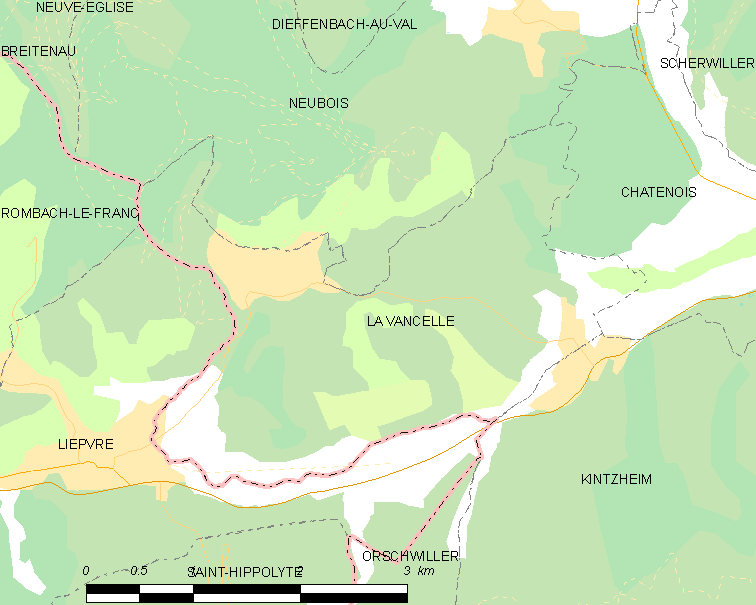
拉旺塞勒的OSM定位图

拉旺塞勒的时区为UTC+01:00、UTC+02:00（夏令时）。

## 行政
拉旺塞勒的邮政编码为67730，INSEE市镇编码为67505。

## 政治
拉旺塞勒所属的省级选区为塞莱斯塔县。

## 人口

1962-2008年间拉旺塞勒人口变化图示

拉旺塞勒于2022年1月1日时的人口数量为403人。